# Térsites
Térsites, na mitologia grega, era filho de Ágrio, lutou pelos gregos na Guerra de Troia e foi morto por Aquiles.
Ágrio tinha seis filhos, Térsites, Onquesto, Protoo, Celeutor, Licopeu e Melânipo, que lutaram contra Eneu, tomaram seu reino, entregaram a Ágrio e aprisionaram Eneu, atormentando-o pelo resto da vida. Diomedes chegou secretamente de Argos com Alcmeão, e matou todos os filhos de Ágrio, exceto Térsites e Onquesto, que haviam fugido para o Peloponeso. Como Eneu era velho, Diomedes colocou como rei Andremão, que havia se casado com uma filha de Eneu, chamada Gorge, e levou Eneu para o Peloponeso. Térsites e Onquesto, porém, emboscaram Eneu na Arcádia e o mataram. Eneu e Ágrio eram filhos de Portaon e Eurite, Diomedes era filho de Tideu, filho de Eneu, rei de Calidão.
Durante a Guerra de Troia, Aquiles se apaixonou pela amazona Pentesileia, filha de Ares e Otrera, após havê-la matado; Térsites zombou de Aquiles e foi morto por ele.